# Мадрид, Мигель де ла
Миге́ль де ла Мадри́д Урта́до (исп. Miguel de la Madrid Hurtado; 12 декабря 1934 года, Колима, Мексика — 1 апреля 2012 года, Мехико, Мексика) — президент Мексики (1982—88 гг.).

## Биография
Учился в Национальном автономном университете Мексики, получил степень магистра управления в Гарвардском университете, профессор конституционного права. Работал в Банке Мексики, в 1965 году начал работу в министерстве финансов. В 1970-72 годах работал в Pemex. С 1976 года был секретарём министерства по делам бюджета и планирования в правительстве Хосе Лопеса Портильо, с мая 1979 года по сентябрь 1981 года — министр по программированию и бюджету. Принимал участие в разработке экономических программ правительства.
На президентских выборах 4 июля 1982 года уверенно победил, набрав 16 145 000 (71,63 %) голосов против 16,41 % у ближайшего преследователя. В декабре 1982 стал президентом Мексики от Институциональной революционной партии.
Боролся с коррупцией, возбудил процессы против двух наиболее коррумпированных чиновников прежнего правительства, однако не тронул ни своего предшественника Лопеса Портильо, ни бюрократический аппарат ИРП и связанных с ним профсоюзных лидеров. При нём, из-за нефтяного кризиса, почти уничтожившего экономику Мексики летом 1982 года, увеличилась инфляция, вплоть до беспрецедентных 159 % в 1987 году. Безработица в середине 1980-х достигала 25 %. Вместе с тем, согласно рекомендациям МВФ вёл жёсткую финансовую политику, начав неолиберальные реформы в Мексике. Привлекал иностранные инвестиции и проводил приватизацию государственной собственности. В 1986 году Мексика вошла в Генеральное соглашение по тарифам и торговле. Участник «Делийской шестёрки» (22 мая 1984).
В 1985 году в стране произошло сильное землетрясение. Из-за некорректных действий правительства по борьбе с его последствиями рейтинг де ла Мадрида и ИРП упал.
Мигель де ла Мадрид умер 1 апреля 2012 в Мехико от эмфиземы легких.